# Мелешенко, Евгений Васильевич
Евге́ний Васи́льевич Меле́шенко (род. 19 января 1981 года) — казахстанский легкоатлет, мастер спорта Республики Казахстан международного класса, чемпион Азии 2007 года.

## Биография
Е. В. Мелешенко живёт и тренируется в Кокчетаве.
На Олимпиаде 2004 года в Афинах в предварительных забегах был 22-м на дистанции 400 метров с барьерами (49,43) и вышел в полуфинал, где показав 20-е время (49,48) вышел из борьбы.
На Олимпиаде 2008 года был дисквалифицирован.
Чемпион Азии 2007 года по бегу на 400 метров с барьерами. На нескольких чемпионатах Азии, других региональных соревнованиях получал медали различного достоинства.
Неоднократный чемпион Казахстана.
Его результат, показанный в 2001 году на Универсиаде — 48,46 с — является рекордом Казахстана.

## Персональные рекорды

### на открытом воздухе
- 400 м — 46,82 с — Ташкент  Узбекистан (12.09.2002)
- 400 м с барьерами — 48,46 с — Пекин  Китай (31.08.2001)

### в помещениях
- 60 м — 6,93 с — Москва  Россия (14.02.2004)
- 200 м — 21,59 с — Москва  Россия (15.02.2004)
- 300 м — 34,59 с — Екатеринбург  Россия (07.01.2004)
- 400 м — 48,15 с — Москва  Россия (23.02.2002)